# سفید
| مشخصه  | مقدار         |
| ------ | ------------- |
| کد Hex | #FFFFFF       |
| RGB    | ۲۵۵, ۲۵۵, ۲۵۵ |
| CMYK   | ۰, ۰, ۰, ۰    |
| HSV    | -, ۰٪, ۱۰۰٪   |

سفید یا سپید، رنگی است که ترکیب همهٔ رنگ‌های طیف قابل دیدن است. مکمل این رنگ سیاه است.

## روان‌شناسی رنگ سفید

سایه‌های رنگ سفید:el:Αρχείο:Color icon white v2.svg

رنگ سفید مخالف سیاهی و تاریکی است. رنگ سفید رنگی مثبت، نورانی و مهیج محسوب می‌شود. همچنین رنگ سفید به عنوان نماد جوانی، عفت، پاکی، بی‌گناهی، خلوص و صلح محسوب می‌شود. پوشیدن لباس سفید باعث حالت روحانی، دلگشا و مفرح در فرد می‌شود. عروس‌ها سفید می‌پوشند تا نماد پاکی و معصومیت باشد. رنگ سفید رنگ تابستانی به حساب می‌آید چون نور را منعکس می‌کند و از گرم شدن جلوگیری می‌کند. کاربرد رنگ سفید در دکوراسیون و مد لباس زیاد است چون رنگ ملایم و خنثی بوده و با همه چیز تناسب دارد. از آنجایی که رنگ سفید روشن است آلودگی روی آن زود معلوم می‌شود. پرستارها و پزشک‌ها لباس سفید می‌پوشند که نشان‌دهندهٔ تمیزی و ضدعفونی‌بودن باشد.

## کاربرد رنگ سفید در دکوراسیون
قانونی برای استفاده از رنگ سفید در دکوراسیون وجود ندارد و در هر جایی می‌توان آن را بکار برد. ایجاد بافت، شکل و چاپ روی رنگ سفید راه بسیار مناسبی برای ایجاد کنتراست در اتاق‌ها و فضاهای سفید است.
چون اتاق‌های سفید ممکن است بی‌روح به نظر برسند، می‌توان طیف گرم‌تری از رنگ سفید مانند شیری را بکار برد. رنگ شیری به دیوارها روشنی و گرما می‌بخشد. در اتاق‌هایی که سفید رنگ هستند، می‌توان با بکار بردن ظروف شیشه‌ای و نقره، کنتراست و جذابیت ایجاد کرد.
در دکوراسیون رنگ سفید به عنوان بزرگ‌کننده و روشن‌کننده فضا شناخته شده است. با به بکار بردن رنگ سفید در اتاق‌های کوچک یا کم‌نور روی دیوارها، ستون‌ها و سقف می‌توان فضا را بسیار بزرگتر و روشن‌تر نشان داد. یک رنگ نشان دادن همه چیز تا حدی خطای دید ایجاد کرده و به چشم این اجازه را می‌دهد تا اتاق را بزرگتر از آنچه هست، ببیند.
هر رنگی به اتاق سفید افزوده شود، برجسته به نظر می‌آید؛ مثلاً یک ماهی قرمز کوچک در تنگ آب در یک اتاقی که کاملاً سفید است، بسیار خودنمایی می‌کند.

## رنگ‌های نزدیک
- یاسی
- سفید یخچالی